# Лисичани
Лисичани (на македонска литературна норма: Лисичани; на турски: Lisiçani) е село в община Пласница, в западната част на Северна Македония.

## География
Селото е разположено в областта Долно Кичево на десния бряг на река Треска (Голема) в северното подножие на Баба Сач.

## История
Според „Кичево в миналото си и сега“ Лисичани е българско село, потурчено след XVI век.
В XIX век Лисичани е смесено българо-помашко село в Кичевска каза на Османската империя. В „Етнография на вилаетите Адрианопол, Монастир и Салоника“, издадена в Константинопол в 1878 година и отразяваща статистиката на населението от 1873 година Лисичани (Lissitchani) е посочено като село с 62 домакинства със 120 жители мюсюлмани и 86 българи.
През 1868 година Божин и Наум Деспотови от Лисичани, предплащат един екземпляр от изданието на „Поучително евангелие“ на Софроний Врачански.
Според статистиката на Васил Кънчов („Македония. Етнография и статистика“) към 1900 година в Лисичани живеят 140 българи-християни и 420 българи мохамедани.
На Етнографската карта на Битолския вилает на Картографския институт в София от 1901 година Лисичани е смесено село българи, помаци и албанци в Кичевската каза на Битолския санджак с 50 къщи.
Цялото християнско население на селото е под върховенството на Българската екзархия. По данни на секретаря на екзархията Димитър Мишев („La Macédoine et sa Population Chrétienne“) в 1905 година в Лисичани има 80 българи екзархисти.
Статистика, изготвена от кичевския училищен инспектор Кръстю Димчев през лятото на 1909 година, дава следните данни за християнската част от населението на Лисичани:
| Домакинства | Гурбетчии | Грамотни | Грамотни | Грамотни | Неграмотни | Неграмотни | Неграмотни |
| Домакинства | Гурбетчии | мъже     | жени     | общо     | мъже       | жени       | общо       |
| ----------- | --------- | -------- | -------- | -------- | ---------- | ---------- | ---------- |
| 10          | 9         | 3        | 0        | 3        | 34         | 30         | 64         |

След Междусъюзническата война в 1913 година селото попада в Сърбия.
По време на българското управление на Вардарска Македония през Първата световна война Лисичани е част от Орланска община в Кичевска околия на Битолски окръг и има 562 жители.
На етническата си карта на Северозападна Македония в 1929 година Афанасий Селишчев отбелязва Лисичани като смесено българо-циганско село.
В 1995 година митрополит Тимотей Дебърско-Кичевски поставя темелния камък на църквата „Свети Илия“, градена върху основите на по-стара църква, вероятно от 1560 година.
Според преброяването от 2002 година селото има 1153 жители.
| Националност     | Всичко |
| северномакедонци | 6      |
| албанци          | 10     |
| турци            | 1126   |
| роми             | 0      |
| власи            | 0      |
| сърби            | 0      |
| бошняци          | 0      |
| други            | 11     |